# Подгорбунських Ганна Єгорівна
Ганна Єгорівна Подгорбунських (1 лютого 1933, село Часниковка, нині Курганська область — 14 січня 1999) — доярка радгоспу «Каясановський» Щучанського району Курганської області. Герой Соціалістичної Праці (1971).

## Біографія
Ганна Єгорівна Подгорбунських народилася 1 лютого 1933 року в селянській родині в селі Часниковка Часниковської сільради Міасського району Уральської області РРФСР. Нині село Часниковка 1-а входить до Білоярської сільради Щучанського району Курганської області, а село Часниковка 2-а скасоване.
Трудову діяльність розпочала після війни в підсобному господарстві «Червона поляна». З 1951 року — доярка радгоспу «Каясановський» Щучанського району. У 1968 році вступила в КПРС.
Щорічно надоювала від кожної фуражної корови понад три тисячі кілограмів молока, потім її трудові показники зросли до чотирьох тисяч кілограмів молока. Під час 8-ї п'ятирічки надої від кожної корови зросли на 1853 кілограми молока.
Указом Президії Верховної Ради СРСР від 8 квітня 1971 року за видатні успіхи у виконанні завдань п'ятирічного плану, досягнення високих техніко-економічних показників удостоєна звання Героя Соціалістичної Праці з врученням ордена Леніна і золотої медалі «Серп і Молот».
Ганна Єгорівна Подгорбунських померла 14 січня 1999 року.

## Нагороди
- Герой Соціалістичної Праці — указом Президії Верховної Ради СРСР від 8 квітня 1971 року
  - Медаль «Серп і Молот»
  - Орден Леніна
- Ювілейна медаль «За доблесну працю. В ознаменування 100-річчя з дня народження Володимира Ілліча Леніна»

## Пам'ять
За приз її імені змагалися молоді тваринники Щучанського району. 